# 堆積平野
堆積平野（たいせきへいや、英: depositional plain）とは、主に河川などの流体の堆積作用によって生じた平野のことである。河川の他に海、湖、風、氷河に運ばれた土砂など、風によって運ばれた火山灰、砂塵などの堆積物からなる。
堆積平野の地形の特徴として、起伏は侵食よって形成された準平原よりなだらかになるが、河川による場合は氾濫原に限定されるために面積は比較的小さくなる。地表に見られる堆積平野は第四紀完新世に形成されたものがほとんどで、沖積平野と呼ばれる。
堆積平野が地殻変動の影響で隆起すると再び強い浸食作用を受けて段丘や台地を形成する。更新世に起源のあるものを特に洪積台地と呼ぶことがあるが規模は小さく、やがてさらに浸食を受けて消失する。
日本においては一部に河岸段丘や海岸段丘、海進により形成された台地面が見られるが平野と呼べるほどの規模はなく、すべて堆積平野である。これは日本付近の地殻変動が激しいことを裏付ける。日本の平野は基盤岩の沈降ブロック地域に形成されている。比較的大きな関東平野、濃尾平野などでは堆積物の厚さは数km以上に及ぶ。
世界的に大きな堆積平野としては、インド、パキスタン、バングラデシュにまたがるヒンドスタン平原がある。